# Le Grand Continent
El Grand Continent es una revista fundada en 2019 dedicada a la geopolítica, los asuntos europeos y el derecho, así como al debate intelectual y artístico que tiene como objetivo «construir un debate estratégico, político e intelectual a la escala pertinente ».

## Presentación
La revista, que existe desde abril de 2019, es publicada por el Groupe d'études géopolitiques, una asociación independiente fundada en la École normale supérieure en 2017.
Los artículos están escritos por jóvenes investigadores, académicos, pero también por responsables políticos, expertos, artistas : Carlo Ginzburg, Pamela Anderson, Henry Kissinger, Louise Glück, Pascal Lamy, Mireille Delmas-Marty, Toni Negri, Olga Tokarczuk, Thomas Piketty, Elisabeth Roudinesco y Mario Vargas Llosa han escrito para la revista.
El Grand Continent también es responsable de un ciclo de debates semanales en la École Normale Supérieure, así como de un ciclo de conferencias transmitidas desde París a varias ciudades europeas, que se ha convertido en un libro, Une certaine idée de l'Europe, publicado por el Groupe Flammarion en 2019.
Desde el comienzo de la Pandemia de COVID-19 en Europa, en marzo de 2020, el Groupe d'études géopolitiques ha publicado un Observatorio Geopolítico de la Pandemia de COVID-19 en el Grand Continent con artículos analíticos o en profundidad, así como el primer mapa actualizado regularmente que presenta la propagación de la pandemia a escala regional en Europa.

## Premio Literario Grand Continent
En 2021 la revista organizó la primera edición de su premio literario. El premio busca reconocer una obra que marque una gran historia europea entre obras en francés, alemán, italiano, español y polaco. El premio está dotado con 100.000 euros para traducción, publicación y promoción.·

### En español
- Laurence Boone, Javier Cercas Yolanda Díaz, Carlo Galli, Jean-Marie Guéhenno, Gilles Gressani, Bruno Latour, Mathéo Malik, Chris Miller, Giovanni Orsina, Apratim Sahay, Jake Sullivan, Benjamin Tallis, Helen Thompson, Adam Tooze, Fracturas de la guerra ampliada. De Ucrania al Metaverso, Círculo de Bellas Artes, Madrid, 2024.

### En francés
- Patrick Boucheron, Antonio Negri, Thomas Piketty, Myriam Revault d'Allonnes, Elisabeth Roudinesco, Une certaine idée de l'Europe, Flammarion, Paris, 2019.
- Gilles Gressani, Mathéo Malik, Giuliano da Empoli, Simone Pierrani, Nathan Sperber, Maya Kandel, Alessandro Aresu, Pierre Charbonnier, Jean-Pisani Ferry, Andreas Malm, Politiques de l’interrègne, Gallimard, Paris, 2022
- Gilles Gressani, Mathéo Malik, Jean-Marie Guéhenno, Carlo Galli, Laurence Boone, Yolanda Diaz, Benjamin Tallis, Apratim Sahay, Jake Sullivan, Chris Miller, Fractures de la guerre étendue, Gallimard, Paris, 2023.